# Parafia Najświętszego Serca Jezusowego w Zajezierzu
Parafia pw. Najświętszego Serca Jezusowego w Zajezierzu – parafia rzymskokatolicka, należąca do dekanatu Łobez, archidiecezji szczecińsko-kamieńskiej, metropolii szczecińsko-kamieńskiej. W parafii posługują księża archidiecezjalni. Erygowana 25 września 1976 r. Według stanu na wrzesień 2018 proboszczem parafii był ks. Stanisław Rosół. 

## Miejsca święte

### Kościół parafialny
Kościół Najświętszego Serca Pana Jezusa w Zajezierzu

### Kościoły filialne i kaplice
- Kościół św. Józefa w Boninie[1]
- Kaplica Matki Bożej Częstochowskiej w Rynowie[1]
- Kościół Świętej Trójcy w Wysiedlu[1]
- Kościół św. Marcina Biskupa w Zagórzycach[1]